# テラメートル
テラメートル（記号Tm）は、国際単位系の長さの単位で、1012メートル。

## 概要
テラを表すＴは大文字である。
- 1 Tm = 1,000,000,000 km = 6.685 AU
- 光は1テラメートルを55分36秒かけて進む。

ギガメートル ≪ テラメートル ≪ ペタメートル